# Apúlia
Apúlia era una freguesia portuguesa del municipio de Esposende, distrito de Braga.

## Historia
Situada en la costa y con una extensa playa de arena, Apúlia fue un municipio independiente hasta su incorporación a Esposende en 1834. Fue elevada a la categoría de vila el 19 de abril de 1988.
Fue suprimida el 28 de enero de 2013, en aplicación de una resolución de la Asamblea de la República portuguesa promulgada el 16 de enero de 2013 al unirse con la freguesia de Fão, formando la nueva freguesia de Apúlia e Fão.